# Oreodera turnbowi
Oreodera turnbowi är en skalbaggsart som beskrevs av Mccarty 2001. Oreodera turnbowi ingår i släktet Oreodera och familjen långhorningar. Inga underarter finns listade i Catalogue of Life.